# ジョナサン・バンエブリ
ジョナサン・ユージーン・バンエベリ（Jonathan Eugene Van Every、1979年11月27日 - ）はアメリカ合衆国・ミシシッピ州グリーンウッド出身の元プロ野球選手（外野手）。

## 経歴

### プロ入りとマイナー時代
2000年のMLBドラフトでクリーブランド・インディアンスから29巡目（全体876位）で指名された。この年は、契約合意せずプレーする事は無かった。
2001年5月9日に契約を結んだ。
2004年には、A+級キンストン・インディアンスでキャリアハイの成績を収める。
2005年は、イースタンリーグのオールスターゲームに選出された。
2007年オフにFAとなった。

### レッドソックス時代
2007年12月1日にボストン・レッドソックスとマイナー契約を結んだ。
2008年5月14日のボルチモア・オリオールズ戦で中堅手としてスタメンでメジャーデビューを果たした。2打席目で、ダニエル・カブレラからメジャー初安打を記録した。
2009年4月29日の古巣インディアンス戦で、メジャー初本塁打を記録した。翌日の30日のタンパベイ・レイズ戦では、チームが大量失点して敗戦濃厚な試合の為、9回から登板した。7月8日にジェド・ラウリーを60日間のDLから40人枠に登録する為にDFAとなり、18日に解雇された。

### パイレーツ傘下時代
2009年7月29日にピッツバーグ・パイレーツとマイナー契約を結んだ。傘下AAA級インディアナポリス・インディアンスへ異動され、同年の残りのシーズンをプレーした。

### レッドソックス復帰
2010年4月24日に古巣レッドソックスへトレードで復帰した。5月8日のニューヨーク・ヤンキース戦で大量失点で敗戦濃厚な試合で自身2度目となる登板を経験したが、マーク・テシェイラに2点本塁打を被弾した。5月22日にジャコビー・エルズベリーを登録する為、DFAとなった。

### パイレーツ復帰
2010年5月31日に古巣パイレーツにトレードで移籍した。

## 詳細情報

### 背番号
- 60 (2008年 - 同年途中)
- 30 (2008年途中 - 2009年)
- 44 (2010年)